# Kirsty MacColl
Pour les articles homonymes, voir MacColl.
Kirsty MacColl est une chanteuse anglaise née à Croydon (Royaume-Uni) le 10 octobre 1959 et morte accidentellement au large de Cozumel (Mexique) le 18 décembre 2000.
Elle est la fille d’Ewan MacColl (qui écrivit notamment la chanson Dirty Old Town, à l'origine de la célébrité du groupe The Pogues) et l'épouse du producteur musical Steve Lillywhite, qui a travaillé avec les Pogues sur l'album If I Should Fall from Grace with God. Sur cet album, la chanson Fairytale of New York est chantée en duo par Kirsty MacColl et Shane MacGowan.
L'essentiel de sa carrière a tout d'abord consisté en collaborations pour d'autres artistes, dont les Pogues, mais aussi les Smiths ou Daniel Balavoine. Elle mène également une carrière solo : on lui doit, entre autres, What Do Pretty Girls Do?, qu'elle chante accompagnée du guitariste Johnny Marr. Son album de 1993, Titanic Days, est produit par Victor Van Vugt.
Kirsty MacColl meurt en décembre 2000 dans un accident de plongée particulièrement dramatique, en sauvant son fils sur lequel se précipitait un bateau à grande vitesse.

## Discographie

### Albums studio
- 1981 - Desperate Character (Polydor)
- 1989 - Kite (Virgin Records)
- 1991 - Electric Landlady (Virgin Records)
- 1993 - Titanic Days (ZTT Records)
- 2000 - Tropical Brainstorm (V2 Music)

### Compilation
- 2023 - See That Girl 1979-2000 (Coffret 8CD dont l'album inédit Real datant de 1983 jamais publié) (Universal Music Catalogue)